# نومل
نومل، روستایی است از توابع بخش مرکزی شهرستان گرگان در استان گلستان ایران.

## جمعیت
این روستا در دهستان استرآباد جنوبی قرار داشته و براساس سرشماری سال 1390 جمعیت آن 1٬520 نفر (390 خانوار) بوده است.